# 발광체 (점성술)
발광체(發光體, luminary)는 전통적인 점성가들이 하늘에서 가장 밝고 가장 중요한 천체들인 두 개의 점성학적 행성인 태양과 달을 칭하는 용어이다.

## 기원
점성술의 주야간 교의에 따르면, 태양과 달은 태양에 의하여 다스려지는 주간(또는 낮)의 행성들과 달에 의해 다스려지는 야간(또는 밤)의 행성들, 이렇게 행성들의 다른 두 분류의 각각의 주인들이다.
사건들과 개인들의 천궁도에서, 태양은 그것이 지평선 위에 있을 때인 낮의 주인 또는 발광체이며, 달은 태양이 지평선 아래에 있을 때인 밤의 주인 또는 발광체이다.
고대의 점성가들은 본질적 위계와 아랍의 가상점 그리고 모든 행성의 성격과 같은 거의 모든 점성학적 요소를 낮과 밤의 분류로 나누었다. 각각의 육안의 행성은 하나의 발광체에 속했다. 특정 천궁도를 책임지는 발광체는 '주야간의 발광체라고 불렸다.(주야간 참조.)
발광체들은 성경에서 발견된다.:
그리고, 하느님께서 두 개의 발광체를 만드셨고, 더 큰 발광체는 낮을 다스리고, 더 작은 발광체는 밤을 다스리게 하셨으며, 별들도 만드셨다. 그리고, 하느님께서 그것들을 하늘에 두셔서 땅으로 빛을 비추도록 하셨고, 낮과 밤을 다스리도록 하셨으며, 빛과 어둠을 구분케 하셨다. 하느님께서 그것들을 보시니 좋으셨다. (창세기 1장 16~18절, 흠정역 성경)
현대의 서양 점성술에서 천궁도의 해석에 있어서 태양과 달의 중요성은 다른 어떤 천체보다 크다. 힌두 점성술에서, 달(과 상승점) 그러한 특별함을 지닌다.